# Шукавка (Эртильский район)
Шукавка — село в Эртильском районе Воронежской области России.
Входит в состав Морозовского сельского поселения.

## История
Основано переселенцами из села Шукавки (ныне в Верхнехавском районе) в 1860-е годы из-за недостатка в земельных угодьях. По документам известно с 1868 года.
Сначала имело названия: Шукавские Выселки, Тамбовско-Мазовские Выселки. Название — по селу Шукавке Верхнехавского района, которое в XIX в. имело также и другое название — Тамбовская Маза.

## География
В селе имеются три улицы — Садовая, Северная и Центральная.

## Население
| 2000 | 2010 |
| ---- | ---- |
| 217  | ↘157 |

Население села в 2005 году составляло 207 человек.